# Henning Frenzel
Henning Frenzel (ur. 3 maja 1942 w Geithain) – niemiecki piłkarz występujący na pozycji napastnika.

## Kariera klubowa
Frenzel karierę rozpoczynał jako junior w klubie Motor Getihain. W 1960 roku trafił do Lokomotive Lipsk. W 1963 roku odszedł do SC Leipzig. W 1964 roku zdobył z klubem mistrzostwo NRD. W 1965 roku powrócił do Lokomotive. W 1967 roku wywalczył z klubem wicemistrzostwo NRD. W 1974 roku dotarł z zespołem do półfinału Pucharu UEFA, jednak Lokomotive przegrało tam w dwumeczu z Tottenham Hotspur. W 1978 roku Frenzel zakończył karierę. W 2004 roku, mając 62 lata wystąpił w barwach Lokomotive Lipsk w spotkaniu Kreisligi z SV Paunsdorf.

## Kariera reprezentacyjna
W reprezentacji NRD Frenzel zadebiutował 16 grudnia 1961 w przegranym 0:2 towarzyskim meczu z Marokiem. 16 grudnia 1962 w wygranym 3:2 towarzyskim spotkaniu z Gwineą strzelił dwa gole, które były jego pierwszymi w drużynie narodowej. W 1964 roku zdobył z drużyną narodową brązowy medal Letnich Igrzysk Olimpijskich. Po raz ostatni w kadrze zagrał 28 lutego 1974 w wygranym 3:1 towarzyskim pojedynku z Algierią. W latach 1961–1974 w drużynie narodowej rozegrał w sumie 56 spotkań i zdobył 19 bramek.